# Marie-Gabrielle-Éléonore de Bourbon-Condé
Signature
Marie Anne Gabrielle Éléonore de Bourbon-Condé, née le 22 décembre 1690 à Versailles et morte le 28 août 1760 à Villejuif est une princesse du sang et abbesse de Saint-Antoine-des-Champs.

## Biographie
Fille aînée de Louis de Bourbon, Monsieur le duc, duc de Bourbon, et de la duchesse née Louise Françoise de Bourbon, la princesse est par sa mère une petite-fille du « Roi Soleil » Louis XIV de France et de Mme de Montespan. Elle naît à Versailles le 22 décembre 1690.
Dite Mademoiselle de Bourbon, la princesse devient religieuse professe à l'abbaye de Fontevrauld en 1707. Puis elle est nommée abbesse de Saint-Antoine-des-Champs en 1723. La même année, son frère, succédant au régent, devient premier ministre de leur neveu Louis XV de France avant d'être disgracié en 1726.
En 1742, à cause de l'étrangeté de son comportement, elle est internée à l'abbaye de la Saussaye les Villejuif où elle meurt le 28 août 1760 ; elle est enterrée à l'abbaye Saint-Antoine,.

## Titulature
- 22 décembre 1690 — 6 mai 1706 : Son Altesse Sérénissime mademoiselle de Bourbon, princesse du sang de France
- 6 mai 1706 — 1723 : Son Altesse Sérénissime Marie-Gabrielle-Eléonore de Bourbon, princesse du sang de France
- 1723 — 30 août 1760 : Son Altesse Sérénissime madame de Bourbon, princesse du sang de France